# ۸۵۲ (میلادی)
۸۵۲ (میلادی) هشتصد و پنجاه و دومین سال تقویم میلادی است.

## درگذشتگان
‎